# Vägershult

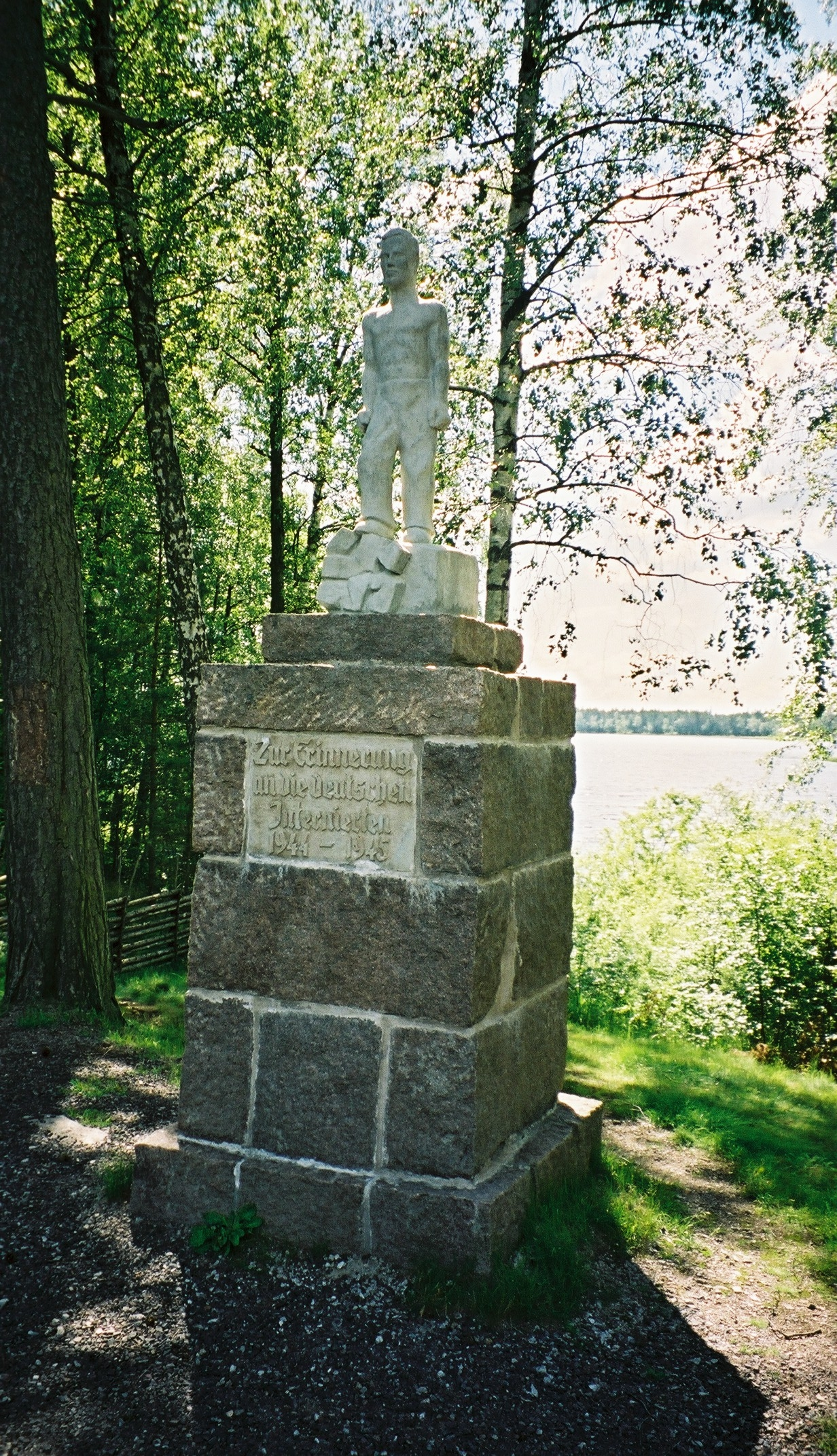
Monumentet

Vägershult är en by i Lenhovda socken i Uppvidinge kommun i östra Kronobergs län. I Vägershult inhystes de politiska flyktingar som sökte asyl i Sverige under andra världskriget åren 1941-45. 
Förläggningen låg vid Sandsjön. Riksväg 31 från Kalmar-Nybro och riksväg 28 från Karlskrona förenas sydost om denna plats och fortsätter mot Jönköping. Väg 31 mot Kalmar/Nybro är byggd senare, under 1970-talet som ett AMS-projekt.
I Vägershult internerades också enligt internationell lag de soldater som deserterat från sina förband, bland andra tyskar och österrikare. Landsvägen mellan Lenhovda och Kosta lär enligt uppgift ha byggts av dessa interner.
Flyktingarna återvände efter krigsslutet till sina hemländer. Bland dem fanns en tysk bildhuggare, som fick uppdraget att skapa ett minnesmärke på platsen. På dess sockel finns texten: "Zur Erinnerung an die Deutschen Internierten 1944-1945" ("Till minnet av de internerade tyskarna 1944-1945"). Monumentet har vandaliserats vid två tillfällen men är nu renoverat.